# Brusna
Brusna är ett samhälle i Bosnien och Hercegovina.   Det ligger i entiteten Republika Srpska, i den sydöstra delen av landet, 60 km sydost om huvudstaden Sarajevo. Brusna ligger 745 meter över havet och antalet invånare är 141.
Terrängen runt Brusna är lite bergig.Närmaste större samhälle är Foča, 6,7 km väster om Brusna. 
I omgivningarna runt Brusna växer i huvudsak lövfällande lövskog. Runt Brusna är det ganska tätbefolkat, med 67 invånare per kvadratkilometer.